# Гражданская война в Колумбии (1884—1885)
Гражданская война в Колумбии (1884—1885) (исп. Guerra civil colombiana de 1884-1885) — вооружённый конфликт, во время которого Либеральная партия противостояла централизаторской политике президента Рафаэля Нуньеса, умеренного либерала, которого поддерживала Консервативная партия.

## Предыстория
Радикальные либералы, находившиеся у власти в Суверенном штате Сантандер, обвинили президента Соединённых Штатов Колумбии Нуньеса в том, что своей централизаторской политикой и проектом «Регенерации» тот вмешивается во внутренние дела штатов.

## Ход войны
В августе 1884 года начались вооружённые выступления в штате Сантандер, направленные против президента штата Солона Вильчеса. 11 января 1885 года в Кауке произошло восстание в Тулуа, которое было подавлено генералом Хуаном Эванхелиста Ульоа. Однако генерал Франсиско Эскобар и полковник Гильермо Маркес перешли в Буэнавентуре на сторону повстанцев, вместе со всеми своими войсками и самым современным в стране оружием.
30 января состоялось сражение у Атовьехо, а 7 февраля — сражение у Вихеса, в которых Ульоа опять разбил Маркеса. Под Рольданильо полковник Рафаэль Рейес вновь разбил Маркеса, который потерял всё вооружение, и был вынужден бежать в Картаго, имея при себе лишь 25 человек. В Картаго Маркес соединился с повстанческими силами генералов Валентина Деаса и Мануэля Антонио Анхеля, под командованием которых было свыше 3 тысяч человек; эти войска пришли из штата Антьокия, губернатор которого Лусиано Рестрепо также восстал против Нуньеса.
23 февраля произошло сражение при Санта-Барбара-де-Картаго, которое длилось 10 часов. В этом сражении правительственные силы нанесли крупное поражение повстанцам, потерявшим около 500 человек убитыми и около 1000 ранеными.
Тем не менее многочисленные сражения продолжались по всей стране и после этого. В апреле 1885 года разразился Панамский кризис, вызванный тем, что после ухода правительственных войск из штата Панама в Картахену туда пришёл военный корабль США. 
17 июня 1885 года произошла кровопролитная битва при Ла-Умареде, которая стала решающей катастрофой либерализма. На митинге в Боготе, состоявшемся после победы в сражении при Ла-Умареде, президент Нуньес объявил: «Конституция Рионегро прекратила свое существование, ее запятнанные страницы сгорели в огне Ла Умареды».
Окончательно война завершилась в ноябре 1885 года капитуляцией генералов Фосиона Сото и Сьерво Сармиенто.

## Результаты
Победа в войне позволила президенту Нуньесу отказаться от Конституции 1863 года, пропитанной духом радикального либерализма, и принять новую Конституцию, в результате чего страна была трансформирована в Республику Колумбия.